# Fagzine
Ein Fagzine (alternativ auch queer zine oder gay fanzine) ist eine zumindest zeitweise regelmäßig erscheinende, unabhängige Publikation aus der alternativen Schwulenkultur. Die einflussreichsten Fagzines erscheinen als gedruckte Zeitschriften; weitere Fagzines werden als e-Zines produziert.
Inhaltlich und ästhetisch setzen sich Fagzines bewusst von dem als uniform empfundenen schwulen Mainstream ab und orientierten sich häufig gegenkulturell, z. B. an Punk oder Queer-Theorie. Obwohl Fagzines lange dem ästhetischen Untergrund zugeordnet wurden, gingen viele später bekannte und tonangebende Journalisten und Fotografen aus der Fagzine-Szene hervor.
Der Begriff Fagzine ist ein Kofferwort, der aus Zusammenziehung von Bestandteilen der englischen Worte faggot (abwertend für Schwuler) und magazine (Zeitschrift) und in Anlehnung an das ältere Kofferwort Fanzine gebildet wurde.

## Geschichte
Das 1971 von Boyd McDonald (1925–1993) gegründete New Yorker Untergrund-Magazin Straight to Hell Magazine: The Manhattan Review of Unnatural Acts (S.T.H.) gilt als das erste Fagzine. In den 1970er Jahren fiel S.T.H. durch sein anspruchsloses Layout, seine pornographische Ästhetik und radikale politische Ansichten auf. McDonald publizierte vielfach sexuelle Erlebnisse seiner Leser unter teils seriösen, teils ironischen Überschriften.
Weitere frühe Fagzines sind das 1980 in San Francisco erschienene, kurzlebige Folsom von Jim Moss sowie das von 1980 bis 1987 erschienene Pariser Magazine von Didier Lestrade und Misti Gris. Layout und Typographie des Magazine gelten heute als bahnbrechend für viele später erschienene Mainstream-Zeitschriften. Die später etablierten Fotografen Pierre & Gilles und Walter Pfeiffer publizierten hier frühe Arbeiten; Lestrade konnte zahlreiche namhafte Künstler für Beiträge oder Interviews gewinnen, so u. a. Paul Morrissey, Edmund White, Tom of Finland, David Hockney, Divine, Keith Haring oder Paul Bowles.
Begünstigt durch die preiswerte Kopier- und Offset-Technik erschienen in den 1980er Jahren zahlreiche, heute vergessene und am Punk orientierte Fagzines. Einer der prominentesten Vertreter war das u. a. von Bruce LaBruce mit herausgegebene J.D.s. aus Toronto (1985 to 1991), das maßgeblich für den Queercore wurde.
In den 1990er Jahren verschwanden viele Fagzines. Erst mit Erscheinen der niederländischen Zeitschrift Butt im Jahr 2001 kam es zu einer Renaissance der Fagzines.

## Gegenwart
Trotz der Dominanz des Internets und erfolgreicher digitaler Fagzines – z. B. East Village Boys – erscheinen die meisten heutigen Fagzines als gedruckte Zeitschriften. Wichtige Publikationen sind Butt (Amsterdam, seit 2001), They Shoot Homos. Don’t They? (New York, seit 2005), Kink (Barcelona, seit 2006), Kaiserin (Paris, seit 2006), Handbook (San Francisco, seit 2007), Pisszine (Mailand, seit 2007) oder Pinups (New York, seit 2007). Nach wie vor ist der Inhalt der meisten Fagzines durch eine Kombination von sexuell expliziten bis pornographischen Beiträgen und künstlerischem Anspruch geprägt. Politische Inhalte sind eher in den Hintergrund getreten.

## Rezeption
Seit 2003 sammelt und digitalisiert das Queer Zine Archive Project alte und neue Publikationen. Bereits 2006 brachte der Kölner Taschen-Verlag einen Sammelband mit Fotografie und Texten des gerade fünfjährigen Fagzines Butt heraus. 2008 erschien eine erste umfängliche Monographie zur Entwicklung der Fagzines und 2010 widmete die Pariser Galerie 12Mail der Zeitschrift Magazine eine Einzelausstellung.